# 南泉寺
南泉寺（なんせんじ）は岐阜県山県市にある臨済宗妙心寺派の寺院である。山号は瑞応山である。美濃四国69番札所である。

## 歴史
南方山山麓天台宗の恵解寺という寺院の故地に土岐頼純が、その師の仁岫宗寿を開山として開いた。寺名は土岐頼純が南泉牡丹の公案を解いたことに因んでいる。
その後天文11年(1542年)に土岐氏の居城である大桑城が斎藤道三に攻められて焼失した後の天文16年(1547年)に現在地へと移転した。
大桑城の南の第と呼ばれた土岐氏の邸宅があった場所と伝わる。
開山仁岫宗寿の後は快川紹喜が跡を継ぎ、3世状元祖光、4世智門玄祚、5世大愚宗築(諸相非相禅師)と続いた。
5世の大愚宗築は東京都日暮里谷中の南泉寺や京都市上京区の法輪寺を開くなど広く影響を遺した。
寺内には大桑城の戦いの戦死者の慰霊碑があるほか、土岐頼純の墓、森重政の墓がある。寺宝として快川紹喜頂相、大愚宗築頂相、土岐頼純肖像などが伝わっている。